# Ricky Wilson (Gitarrist)
Ricky Hecky Wilson (* 19. März 1953 in Athens, Georgia; † 12. Oktober 1985 in New York City) war ein US-amerikanischer Gitarrist der Band The B-52s.
Ricky Wilson und seine Schwester Cindy Wilson waren 1976 Gründungsmitglieder der Band. Seine Schwester ist mit Unterbrechung bis heute (2023) eine der Sängerinnen. Insgesamt war er an fünf Alben der Band als Gitarrist beteiligt.
Er erkrankte schwer und ließ sein Umfeld im Unklaren über seine Erkrankung. Am 12. Oktober 1985 starb er für viele überraschend an der Immunschwächekrankheit AIDS und wurde auf einem Friedhof seiner Heimatstadt beigesetzt.
Aufgrund des Todes ihres Gitarristen pausierte die Band vier Jahre und feierte 1989 ein Comeback.
Der Rolling Stone führt Ricky Wilson auf Platz 247 unter den 250 besten Gitarristen.

## Stil
Wilson prägte mit seinem unkonventionellen Gitarrenspiel von Beginn an den Sound der B-52s. Er spielte auf Mosrite-Gitarren mit einer offenen Stimmung und bespannte diese mitunter nur mit fünf oder vier Saiten. 
Er sagte von sich selbst:

“I just tune the strings ‘til I hear something I like, and then something comes out. I don’t write anything down. I have no idea how the tunings go.”

„Ich stimme einfach die Saiten, bis ich etwas höre, das mir gefällt, und dann kommt etwas dabei heraus. Ich schreibe nichts auf. Ich habe keine Ahnung, wie die Stimmungen funktionieren.“